# San Martino in Strada
San Martino in Strada là một đô thị ở tỉnh Lodi trong vùng Lombardia của Italia, cách khoảng 40 km về phía đông nam của Milano và khoảng 7 km về phía đông nam của Lodi. Tại thời điểm 31 tháng 12 năm 2004, đô thị này có dân số 3.595 người và diện tích là 13,1 km².
Đô thị San Martino in Strada bao gồm các frazioni (các đơn vị trực thuộc, chủ yếu là thôn làng) Sesto and Ca´ del Conte.
San Martino in Strada giáp các đô thị: Lodi, Corte Palasio, Cavenago d'Adda, Cornegliano Laudense, Massalengo, Ossago Lodigiano.